# Mandarin standard
Le mandarin standard (chinois simplifié : 现代标准汉语 ; chinois traditionnel : 現代標準漢語 ; pinyin : xiàndài biāozhǔn hànyǔ ; litt. « langue des Hans standard moderne ») est la langue officielle en Chine (RPC), à Taïwan et à Singapour. À ce titre, il a fait l'objet de codification (prononciation, grammaire), et est la langue parlée généralement enseignée.
Il ne doit pas être confondu avec le mandarin lui-même (官话 / 官話, guānhuà, « langue des officiels » ou 北方话 / 北方話, běifānghuà, « parler du Nord »,) qui est la langue parlée généralement dans le Nord, le centre et le Sud-Est de la Chine continentale. Le mandarin standard est cependant largement basé sur le mandarin de Pékin. Ils s'écrivent tous en baihua, la langue chinoise écrite vernaculaire. Ils sont écrits au moyen des sinogrammes.
Le mandarin standard est généralement transcrit en pinyin (comme dans la majorité des articles de Wikipédia) mais aussi en bopomofo.
Le mandarin standard (très souvent nommé simplement chinois) est la langue ayant le plus de locuteurs natifs au monde en raison de la population élevée de la Chine, de la diaspora chinoise à l'étranger, des échanges commerciaux effectués avec la Chine et d'un engouement croissant pour cette langue et les cultures chinoises. Cependant, le cantonais reste de facto une langue officielle à Hong Kong et à Macao. Même s'il est maintenant enseigné à tous les Chinois, certains Chinois plus âgés ne parlent pas le mandarin standard mais des dialectes du mandarin ou d'autres langues chinoises, comme le cantonais ou le shanghaïen (langues des Hans), ou d'autres groupes linguistiques, comme ceux parlé par les différentes ethnies de Chine : le tibétain, le mongol, la mandchou, le tadjik, le ouïgour, etc.
En dehors de la Chine, d'importantes communautés chinoises partagent cette langue, qui est enseignée dans de nombreux lycées, écoles et universités dans le monde.
Comme les autres langues chinoises, c'est une langue à tons. Elle utilise quatre tonèmes, qui changent le sens du mot : le premier haut et plat, le second montant, le troisième descendant légèrement puis remontant (modulé) et le dernier descendant et plus bref. Il y a enfin un cinquième ton, dit neutre, qui n'est pas prononcé.
Les tons sont représentés en pinyin par les accents sur les voyelles des syllabes de l'écriture romanisée et par des accents proches sur les graphèmes du bopomofo. Dans le pinyin, il n'y a pas de symbole sur le cinquième ton, mais dans le bopomofo, c'est sur le premier ton. On utilise, plus rarement, le numéro du ton à la fin de la syllabe quand les contraintes techniques empêchent d'entrer ou de lire les accents.

## Appellations

### Termes officiels et usuels
Le terme français provient du portugais mandarim (du malais mentari ou mantari, lui-même emprunté au sanskrit mantrin-, signifiant « ministre ») ; c'est la traduction du chinois 官話/官话 guānhuà, qui signifie littéralement « langue des mandarins » (magistrats de l'Empire). Le terme guānhuà est souvent considéré comme une appellation archaïque par les sinophones d'aujourd'hui.
En chinois (mandarin standard), plusieurs termes existent pour désigner la langue, suivant le contexte et le point de vue :
- En Chine continentale, officiellement 现代标准汉语 / 現代標準漢語, xiàndài biāozhǔn hànyǔ, « langue des Hans standard moderne », abrégée en 汉语 / 漢語, hànyǔ, « langue des Hans » (source de confusion), la langue est nommée usuellement 普通话 / 普通話, pǔtōnghuà, « langue commune »[9].
- À Taïwan, la langue, standardisée sur le continent en 1912-1913, lors de la commission sur l'unification de la prononciation à la fondation de la République de Chine (1912-149) est officiellement nommée 國語, guóyǔ, « langue nationale »[9].
- Le mandarin standard de Singapour, officiellement 标准华语 / 標準華語, biāozhǔn huáyǔ, « langue chinoise standard », est couramment appelé 华语 / 華語, huáyǔ, « langue chinoise » (华 / 華, huá est un terme désignant principalement la Chine et le monde chinois dans son ensemble, de manière culturelle, évitant ainsi de se référer au pays qu'est la Chine)[10].

Dans l'usage, tous les locuteurs du chinois (mandarin standard) s'accordent quelle que soit la région, pour appeler cette langue 中文, zhōngwén, « langue (écrite) de la Chine », sous-entendant la langue de la Chine, même si cette forme se réfère rigoureusement à la langue écrite. Par abus de langage également en français, on désigne simplement cette langue comme étant le "chinois".
Dans la réalité, deux termes sont généralement confondus, hànyǔ (漢語) est souvent utilisé dans l'enseignement de la langue et dans un contexte où il faudrait distinguer la langue des autres langues des minorités ethniques, alors que zhōngwén (中文) est entré dans l'usage quotidien et utilisé pour comparer la langue à des langues étrangères.

### Langues chinoises ouhànyǔ
Le terme 汉语 / 漢語, hànyǔ, désigne en fait l'ensemble des langues de l'ethnie Han, et non pas seulement le mandarin : ainsi, le cantonais 粤语 / 粤語, yuèyǔ, les langues des environs de Shanghai du groupe wu (Zhejiang, Jiangsu) 吴语 / 吳語, wúyǔ ou encore les langues minnan 闽南话 / 閩南語, mǐnnánhuà, comme le Taïwanais ou le 潮州话 / 潮州話, Cháozhōuhuà sont des variétés du hànyǔ, au même titre que le mandarin. Par leur prononciation, notamment en raison de la présence ou non de consonnes finales autres que n, les différents dialectes peuvent être plus ou moins proches du chinois archaïque. À cet égard, hakka[réf. nécessaire] et les langues minnan (comme le chaozhouhua), langue médiévale, sont plus proches de la langue originelle que le mandarin.
La forme standard du mandarin s'appuie sur la prononciation propre aux locuteurs des environs de Pékin (cf. Prononciation du mandarin), sans certaines particularités phonétiques. Il existe en effet une grande diversité dans les prononciations régionales, pour deux raisons principalement. La première est que l'aire géographique où ce langage est la langue maternelle de la plupart des locuteurs est si étendue que l'on rencontre nécessairement des variations de prononciations d'une zone à l'autre. Ces différences régionales sont de même nature que celles que l'on entend dans les diverses régions francophones de France, de Belgique, de Suisse, d'Afrique, du Québec, etc. La seconde raison est que nombre de locuteurs possèdent le mandarin comme seconde langue. Ces locuteurs le contaminent ainsi fréquemment avec le système phonologique de leur propre langue maternelle. Le mandarin de Taïwan, qui comprend désormais un fort accent minnan, est devenu une variante relativement homogène du mandarin standard tel que défini par les autorités éducatives.
Le mandarin est parfois encore nommé de manière informelle pékinois (北京話/北京话 Beǐjīng huà, 北京方言 Beǐjīng fāngyán, « langue régionale de Pékin », ou 京片子 Jīng piànzi), bien que le dialecte de Pékin à proprement parler s'en éloigne.

## Histoire
Les langues chinoises se sont développées à partir d'une langue commune nommée chinois archaïque.
La plupart des Chinois vivant dans le Nord-Est, le Nord-Ouest et le centre de la Chine, utilisent plusieurs dialectes du mandarin comme langue maternelle. La prévalence du mandarin dans toute la Chine du nord est principalement le résultat de la géographie, en particulier les plaines du nord de la Chine. En comparaison, les zones montagneuses et fluviales de la Chine du sud ont connu une plus grande diversité linguistique.
La présence du mandarin au Sichuan est largement due à une épidémie survenue au XIIe siècle. Cette épidémie, peut-être la peste noire, ayant décimé la population de cette région, elle a permis plus tard une colonisation par les Chinois du Nord de la Chine et, indirectement, explique l'implantation d'une langue du Nord dans une région méridionale[réf. nécessaire]. Les dialectes du mandarin sont divisés en plusieurs aires géographiques. Les dialectes des provinces du Sichuan, Hubei, Hunan et Nord-Est du Yunnan, ainsi que de la municipalité de Chongqing, regroupés sous l'appellation de mandarin du Sud-Ouest sont très proches et les locuteurs de ces dialectes peuvent généralement se comprendre sans trop de difficultés.
Jusqu'au milieu du XXe siècle, la plupart des Chinois vivant en Chine du Sud ne parlaient pas le mandarin. Cependant, malgré la mixité sociale entre membres de l'administration et gens du peuple parlant divers dialectes chinois, le mandarin pékinois était devenu la langue prédominante au moins sous la dynastie Qing, dont la langue officielle était le mandchou. Depuis le XVIIe siècle, l'Empire avait créé des académies d'« orthoépie », 正音書院/正音书院 zhēngyīn shūyuàn, dans une tentative de rendre la prononciation conforme au standard de Pékin. Leur succès s'était avéré très limité.
Le mandarin, désigné comme la base de la langue véhiculaire de la nation entière (d'où le terme de 普通話 pǔtōnghuà, « langue commune »), était avant tout la langue du nord du pays et de l'administration. Bien que possédant aussi une ancienne histoire littéraire, elle ne dérive pas du chinois classique, littéraire et artificiel (文言 wényán), qui a été abandonnée en 1919, sous le régime du Guomindang, après avoir été utilisée comme langue écrite officielle et littéraire pendant plus de 2000 ans. En effet, c'est d'une langue vernaculaire parlée (白話 báihuà, « langue simple ») que le mandarin procède.
Juste après la révolution chinoise de 1911, la jeune république organise la commission sur l'unification de la prononciation entre 1912 et 1913, sous la direction de l'anarchiste Wu Zhihui.
En 1956, c'est l'accent de la capitale Pékin en général qui est promue au rang de langue officielle. On la considère souvent comme la variante standard de cette langue. Le mandarin de Pékin possède, cependant, des spécificités, comme l'utilisation fréquente de la rétroflexion vocalique, notée au moyen du suffixe -er (儿), qui est utilisée dans la majorité du Nord-Est de la Chine.
À partir d'une officialisation de la langue, le système d'éducation nationale est dévolu à l'enseignement du mandarin à l'école. En conséquence, le mandarin est devenu la langue la plus couramment parlée par la plupart des habitants de Chine continentale et de Taïwan,. À Hong Kong, cependant, la langue de l'éducation et des formalités reste le cantonais, bien que le mandarin soit de plus en plus présent.

## Mandarin et pékinois
Une erreur commune consiste à croire que le mandarin serait seulement le dialecte pékinois. Il est vrai que la prononciation standard et que la grammaire de la langue enseignée s'appuie principalement sur le dialecte de Pékin, mais la notion de mandarin standard reste un concept assez flou car il représente plutôt un ensemble de langues fabriquées et imposées à la population, à qui l'on demande d'oublier ses prononciations régionales habituelles. L'accent des habitants de Harbin, autrefois en zone mandchoue, serait celui le plus proche du mandarin standard actuel. De la vaste aire qui s'étend de la Mandchourie au nord-est de la Chine jusqu'au Yunnan au sud-ouest, la langue maternelle de la plupart des habitants est le mandarin (dans son sens général), mais ces langues maternelles diffèrent toutes dans la prononciation, le vocabulaire et même parfois la grammaire, de la langue enseignée.
Spécifiquement, conformément à la langue des natifs de Pékin, la plupart des locuteurs se conforment bien à la prononciation standard des consonnes rétroflexes (notées par zh, ch, sh et ri en pinyin), mais ils ajoutent souvent le -er final ─ communément utilisé comme diminutif ─ à des mots que d'autres locuteurs laisseraient tel quel. Ce trait dialectal est nommé 兒音/儿音 éryīn, « prononciation avec -er ». Il existe également de nombreux éléments lexicaux largement attestés dans la zone pékinoise mais fort rares ailleurs. En plus de toutes ces différences, comme c'est le cas pour les langues occidentales, il y a plus d'un accent propre à Pékin, dépendant du niveau social, d'éducation, etc.
Ces quelques exceptions mises à part, la prononciation locale des natifs de Pékin se conforme généralement très bien à la prononciation standard. En général, les prononciations locales des natifs d'autres aires du mandarin se différencient d'autant plus qu'elles sont éloignées de la capitale. Les personnes qui vivent à Tianjin ont aussi une prononciation assez standard. Les personnes qui vivent dans le nord-est de la Chine transforment couramment les syllabes commençant par ce que le pinyin note j en syllabes commençant par g ou k (conformément à l'étymologie, du reste) et ont des difficultés à prononcer les sons commençant par r. Les personnes qui vivent dans les aires plus au sud transforment souvent les consonnes rétroflexes du mandarin standard : zh devient z, ch devient c, sh devient s et r se prononcent plutôt comme z. Cette remarque est également vraie pour le mandarin parlé à Taïwan. Dans certaines régions les locuteurs ne font pas la distinction entre l et n (principalement quand ils ont le cantonais comme langue maternelle), et dans d'autres la finale vélaire ng est changée en n.
De plus, la langue enseignée emploie de nombreux tons légers (une absence de tonème qui rend la syllabe moins distincte ; cf. Prononciation du mandarin) pour les secondes syllabes des mots composés (consulter Sinogramme), alors que dans de nombreuses régions, en particulier au Sud, le ton des deux syllabes est clairement marqué.
Le mandarin comporte de nombreux accents ; ceux du Shandong, ou du Dongbei, pourtant proches de Pékin, en sont pourtant déjà éloignés. Ils sont plus proche du mandarin standard car ils sont plus articulés. Le changement le plus évident sera le glissement des phonèmes x et sh du pinyin, qui sont plus proches du ch français dans le nord de la Chine et du ss français dans le sud de la Chine. Les voyelles sont également moins rondes.

### Le dialecte de Pékin comme base du mandarin standard
De par la définition officielle de la République populaire de Chine, le mandarin standard utilise :
- la phonologie ou le système de prononciation du pékinois. Une distinction doit être faite entre la phonologie d'un dialecte ou d'un langage et la prononciation réelle des mots qui y sont exprimés. La prononciation choisie pour le mandarin standard, une prononciation standardisée, ne reproduit pas nécessairement celle du dialecte de Pékin. La prononciation des mots en mandarin standard est un choix de standardisation et des différences de standardisation (hors accents locaux) existent, notamment entre le putonghua et le guoyu.

En discours courant, un locuteur chinois peut aisément faire la différence entre quelqu'un qui utilise le dialecte de Pékin et quelqu'un qui s'exprime en mandarin standard. Les Pékinois parlent le mandarin standard avec des éléments de leur propre dialecte, comme le font d'ailleurs les locuteurs d'autres régions.
- le vocabulaire des dialectes mandarins en général. Cela signifie que tout argot et tout autre élément local est exclu. D'un côté, cela signifie que le vocabulaire des différents dialectes chinois (et notamment du mandarin) varie peu, en particulier dans les domaines technique, scientifique, et officiel. C'est un peu à l'instar de la place que le vocabulaire du latin et du grec ancien ont pris dans les langages européens dans l'étymologie du vocabulaire en ces domaines. Cela signifie qu'une grande part du vocabulaire du mandarin standard est partagé par les différentes langues chinoises. D'un autre côté, beaucoup de vocabulaire de conversation courante ou de l'argot de Pékin ne se retrouve pas dans le mandarin standard (et encore moins en d'autres), ce qui rend ce dialecte inintelligible pour des personnes d'autres localisations.
- la grammaire et l'usage modernes d'une littérature chinoise exemplaire, tels les œuvres de Lu Xun, généralement considérés comme un « chinois vernaculaire » (baihua). Le chinois vernaculaire, la forme écrite standard actuelle de la langue chinoise, trouve ses racines dans les usages dans la grammaire et les usages du mandarin septentrional (prédominant), méridional, ainsi que du chinois classique. Cela donne à la structure formelle du mandarin standard une structure qui peut être sensiblement différente de celle du dialecte de Pékin.
- un exemple de différence entre le mandarin standard et le dialecte de Pékin est le terme « porte » ((chinois simplifié : 门 ; chinois traditionnel : 門 ; pinyin : Mén). « Mén » est la prononciation en mandarin standard, alors que l'on prononce « Mén'r » en dialecte de Pékin.

En théorie, la République de Chine définit différemment le mandarin standard (« guoyu » à Taïwan) bien qu'en réalité, ces différences soient limitées et se retrouvent surtout au niveau des tons et quelques mots.
Bien que les locuteurs chinois fassent une distinction claire entre le mandarin standard et le dialecte de Pékin, certains aspects typiques du dialecte de Pékin ont tendance à passer dans le mandarin standard. Il existe notamment une distinction au niveau de la télévision entre la forme polie et la version informelle du « vous / tu » qui vient du dialecte pékinois. Par ailleurs, il existe une distinction entre « zánmen » (nous incluant celui qui écoute) et « wǒmen » (nous excluant celui qui écoute).
Certains termes changent également dans le pékinois, comme le lao (老) qui vient fréquemment remplacer le hao (好), pour donner une connotation positive au sujet. La prononciation du mandarin de Pékin est généralement moins articulée que dans les régions autour et bien qu'ils le nient généralement, on dit souvent que les Pékinois ont un « accent ».

## Variations grammaticales et lexicales
D'un point de vue officiel, il y a deux mandarins, puisque le gouvernement de Pékin se réfère à celui du continent comme étant le 普通話/普通话 pǔtōnghuà, « langue commune », alors que le gouvernement de Taipei nomme sa langue officielle 國語/国语 kuo-yü (en pinyin : guóyǔ), « langue nationale ». Officiellement, le pǔtōnghuà inclut les prononciations de plusieurs régions, alors que le kuo-yü est basé théoriquement sur les seuls phonèmes du mandarin de Pékin. La comparaison entre des dictionnaires des deux zones montre qu'il y a quelques différences substantielles. Cependant, les deux versions du mandarin scolaire sont assez souvent différentes du mandarin tel que réellement parlé, lequel subit l'influence de variations régionales.
De plus, toutes les variantes du mandarin ne sont pas directement mutuellement intelligibles.
Cependant, les locuteurs éduqués vivant dans les villes du Sud-Ouest telles que Guilin et Kunming parlent un pǔtōnghuà assez correct en plus de leur langue maternelle.
Dans la Chine du Nord, au Sichuan, et dans d'autres aires où la langue du Nord est parlée, ce qu'on nommerait « variantes locales du mandarin » est en fait l'une des langues maternelles de locuteurs de ces zones. La période d'éducation de masse du mandarin n'a pas effacé ces différences régionales antérieures. Dans le Sud, l'interaction entre le mandarin et les autres langues chinoises ont créé des versions locales de la langue du Nord, qui sont assez différentes du mandarin officiel standard tant pour la prononciation que pour la grammaire. Par exemple, le mandarin parlé à Taïwan par les étudiants qui parlent taïwanais (un dialecte de min du sud) ou hakka comme langue maternelle est généralement parlé avec une grammaire et un accent qui le rendent différent du kuo-yü standard, donnant naissance à une version du mandarin communément nommée mandarin de Taïwan.
Bien que le mandarin soit considéré comme le dialecte standard, parler le mandarin sans accent local ou parler le mandarin à la place du dialecte local peut faire passer le locuteur pour un étranger ou quelqu'un d'anormal. C'est pour cette raison que la plupart des locuteurs, dirigeants politiques y compris, ne se force pas à parler le mandarin avec l'accent standard officiel.

## Systèmes de transcription
Depuis que les premiers occidentaux sont entrés en Chine et ont tenté d'apprendre le mandarin, au départ pour traduire la Bible dans une volonté d'évangélisation, est apparu le besoin d'une romanisation permettant de noter les caractères chinois. Depuis, de nombreux systèmes de transcription phonétique ont été proposés. Le premier à avoir été globalement accepté est le système dit Wade-Giles, nommé d'après ses inventeurs du XIXe siècle. Ce système est toujours utilisé aujourd'hui, mais pas en Chine continentale. Il se rencontre surtout dans des éditions anciennes de livres occidentaux, ainsi que pour un assez grand nombre de termes chinois lexicalisés dans les langues occidentales. L'École française d'Extrême-Orient a aussi utilisé un système nommé EFEO, maintenant caduc.
Au XXe siècle, les linguistes chinois ont proposé de nombreux systèmes de transcription. L'un d'eux propose même un nouvel alphabet syllabique, c'est le 注音符號/注音符号 zhǔyīnfúhào, « symboles phonétiques » (ou, de manière moins formelle, bopomofo). Le plus fructueux de ces systèmes est cependant le 漢語拼音/汉语拼音 hànyǔ pīnyīn, « méthode pour épeler phonétiquement le mandarin », plus souvent nommé pīnyīn, qui a été accepté comme système de transcription officiel pour la langue chinoise par la RPC en 1958 et ensuite par les Nations unies ainsi que par d'autres organisations internationales. Pendant les années 1950, on a même pensé en Chine, sans succès, remplacer les caractères chinois par le pīnyīn. Cela aurait causé un grand nombre d'homonymies dans la langue à cause de la structure syllabique particulière du mandarin.
On retrouve cette diversité de systèmes de transcription également à Taïwan. Le gouvernement central de Taïwan a, en effet, adopté le 通用拼音 tōngyòng pīnyīn en 2002 (variante du pīnyīn de RPC) tout en permettant aux gouvernements locaux de ne pas appliquer cette décision pour préférer leur propre système de romanisation. Le zhǔyīn est utilisé pour l'apprentissage de la prononciation des caractères et de la grammaire dans les écoles. Les efforts visant à remplacer ce système en faveur du pīnyīn ont été bloqués à cause, principalement, de désaccords sur le type de pīnyīn à utiliser en remplacement ainsi que de l'effort très important à fournir pour corriger tous les documents pédagogiques existant et reformer complètement le corps enseignant.
Parmi les autres systèmes de romanisation qui ont été utilisés, on compte aussi :
- le pīnyīn postal (dérivé du Wade-Giles) ;
- la romanisation Yale ;
- le Gwoyeu Romatzyh ;
- le MPS II.

## Prononciation
Le mandarin, à l'instar des autres langues chinoises, est une langue à tons (quatre) essentiellement monosyllabique (c'est-à-dire que l'unité morphématique, et non lexicale, est la syllabe). De plus, il se caractérise par un jeu d'oppositions entre les consonnes ne concernant pas la différence de voisement (comme en français, où [p] s'oppose à [b], [f] à [v], etc.) mais d'aspiration : b = [p] s'oppose à p = [pʰ], zh [ʈʐ] à ch [ʈʐʰ], etc. Il n'existe, outre les voyelles, que peu de phonèmes sonores (dont l'émission s'accompagne de vibrations de la glotte, comme [z] ou [g] en français). De fait, un Chinois aura du mal à différencier gâteau, catho et cadeau.
D'autre part, on note un nombre important de consonnes rétroflexes, c'est-à-dire prononcées avec la pointe de la langue remontant contre le palais dur et de consonnes palatales. De plus, il existe de nombreuses diphtongues ([ai], [wa], etc.) et triphtongues ([wai], yao [jaʊ], etc.). Certaines syllabes n'ont pas de voyelle mais une consonne vocalisée : si [s̩], [ʐ̩] (le pīnyīn représente cette absence de voyelle par la lettre i après les consonnes qui ne peuvent être suivie du son [i]).
Enfin, la structure de la syllabe est très rigide : on ne peut obtenir qu'environ quatre cents syllabes différentes (sans compter les tons), aucune syllabe ne peut commencer par le phonème ng [ŋ] ou par deux consonnes (ps [ps] comme kh [kx] sont impossibles), toute syllabe doit se terminer par une voyelle, n [n] ou ng [ŋ], certaines suites de phonèmes sont interdites ([fi], [to] ou [nwɑŋ] ne sont pas permis), etc.

## Rôle du mandarin standard
D'un point de vue officiel, le mandarin standard est en principe une lingua franca — une manière pour les Han parlant des langues chinoises mutuellement inintelligibles, comme pour les groupes ethniques non-Han, de communiquer ensemble. Le nom même de « putonghua », soit « langue commune », renforce cette idée. En pratique cependant, dû au fait que le mandarin standard est une « lingua franca » et une langue « publique », les autres langues et dialectes, tant Han que non-Han, donnent des signes de perte de popularité face au mandarin standard, au désespoir des tenants des options régionalistes et locales.
À Taïwan, le guoyu (« langue nationale ») continue d'être le terme officiel utilisé pour désigner le mandarin standard. Le terme guoyu est désormais rarement utilisé en Chine continentale, car déclarer que la langue dont la base est le dialecte de Pékin est la langue de la nation pourrait être mal perçu par les locuteurs des autres langues parlées. Le terme putonghua (parler commun), n'implique au contraire rien d'autre qu'une notion de lingua franca. Cependant, le terme guoyu persiste chez nombre de Chinois âgés de Chine continentale, ainsi qu'en de nombreuses communautés établies en dehors du territoire de Chine, le terme étant utilisé en Chine continentale du temps de la République de Chine, avant 1949. À Taïwan, certains promoteurs d'une indépendance taïwanaise objectent que le terme guoyu se réfère au mandarin standard, et ce que cela a de chinois, alors qu'ils préfèreraient une référence à Taïwan même. Ils le qualifient dès lors souvent de « dialecte de Pékin » ou zhongwen (écriture de l'Empire du milieu). Comme pour de nombreux autres aspects de la vie politique de la République de Chine (Taïwan), les mêmes arguments sont parfois utilisés à des fins différentes selon les protagonistes.
En décembre 2004, la première enquête sur la pratique de la langue chinoise en République populaire de Chine révéla que seulement 53 % de sa population, soit environ 700 millions de personnes, pouvait communiquer en mandarin standard. Une enquête réalisée en septembre 2006 donna les mêmes résultats.(South China Morning Post)

## Adaptation des mots étrangers
Le chinois, et notamment le mandarin, ayant peu de possibilités quant aux syllabes possibles, les locuteurs du mandarin ont de grandes difficultés à prononcer les mots d'autres langues, d'autant plus quand ils sont riches en suites de consonnes (fréquentes dans les langues d'Europe) ; les syllabes qui ne se conforment pas au modèle du mandarin ne peuvent de plus pas être directement écrites en caractères chinois. Il existe donc un système officiel permettant de représenter les emprunts lexicaux en utilisant des caractères chinois, qui donne cependant parfois d'étranges résultats. Il fonctionne selon deux extrêmes : soit le mot est traduit ou calqué lexème par lexème, c'est-à-dire sémantiquement, soit il est transcrit phonétiquement au moyen de caractères choisis avec soin (dont le sens ne doit cependant pas être trop éloigné du contexte ou bien dont les connotations soient positives quand il s'agit d'un nom propre). Il existe aussi une série de caractères dénués de sens réel qui ne servent plus qu'à la transcription (à l'origine, celle de termes sanskrits propres au bouddhisme, fréquents en moyen chinois). L'article Sinogramme détaille aussi cette question. En outre, beaucoup de mots adaptés à l'origine en cantonais ont été ensuite adaptés tels quels en mandarin, en conservant les caractères, mais en s'éloignant considérablement phonétiquement.
Un exemple : le mot téléphone a été transcrit par delüfeng dans les années 1920, mais a plus tard été changé en une forme purement chinoise, 電話/电话 diànhuà, « parole électrique ». Le mot pour microphone, cependant, est resté 麥克風/麦克风 màikèfēng qui, caractère à caractère, n'a aucun sens (soit « blé », « gramme », « vent »). Noter que la traduction imagée 話筒/话筒 huàtǒng, « tube de parole », a tendance à remplacer la transcription purement phonétique. Le japonais et le coréen ont tous deux un important vocabulaire chinois, depuis l'apport de l'écriture par les moines bouddhistes au VIe siècle. Des échanges se sont produits dans les deux sens à la fin du XIXe siècle et au début du XXe, retrouvant de nouveaux vocabulaires communs issus d'inventions de l'ère industrielle. Comme téléphone (en chinois chinois simplifié : 电话 ; chinois traditionnel : 電話 ; pinyin : diànhuà ; litt. « parole électrique », repris en prononciation on'yomi (prononciation à la chinoise du japonais) dans le japonais contemporain denwa (電話).
Parmi les termes technologiques, la tendance est à la traduction sémantique leur sens (chinois simplifié : 蓝牙, traduction sémantique de l'anglais bluetooth), mais parfois, lorsqu'il s'agit d'initiales par exemple, en caractère latins, comme Wi-Fi. Les marques internationales essaient de trouver un équivalent proche de la prononciation de leur nom dans leur langue d'origine, tout en tenant de donner un sens positif pour le marché chinois florissant. Par exemple, Citroën a pris le nom 雪铁龙, xuětiělóng, « dragon d'acier des neiges » ou bien, l'enseigne d'hypermarchés, Carrefour, chinois simplifié : 家乐福 ; chinois traditionnel : 家樂福 ; pinyin : jiālèfú ; litt. « maison(ou foyer)-joyeux-bonheur ».
Certains noms propres étrangers sont eux directement utilisés comme substantifs : « MTV », la chaîne musicale américaine, signifie « vidéoclip » dans le langage parlé, de même que « mp3 » (prononcé, m.p.sān, comme en français mp.trois et non mp.three ou mp.drei (invention allemande) signifiant « lecteur mp3 », KTV signifie karaoké, remplaçant l'ancien chinois : 卡拉OK ; pinyin : kǎlāOK, traduction phonétique du 空OK (kara OK) (se prononce kala-O.K. en japonais et donnerais 空OK, kōng-O.K. prononcé en mandarin.
Cette méthode d'incorporation des mots étrangers au lexique chinois n'étant pas pratique, il est plus aisé pour les Chinois de créer des néologismes que d’emprunter directement des mots étrangers. Ces néologismes sont généralement polysyllabiques. Souvent, une des syllabes indique le thème général du mot composé, procédé qui rappelle la manière dont de nombreux mots chinois sont eux-mêmes composés. Par exemple, le mot pour « train », 火車/火车 huǒchē, signifie littéralement « véhicule fonctionnant avec le feu ». Le vocabulaire scientifique, lui, tend à inséminer les morphèmes grecs et latins dans les mots chinois, qui épousent - dans une certaine mesure - les terminologies occidentales. De nombreux mots très spécialisés sont utilisés dans leur version originale.

## Emprunts en français
Le français a emprunté relativement peu de mots au mandarin ou aux autres langues chinoises. Notons cependant les mots litchi (荔枝, lìzhī), ginseng (人参, rénshēn, « se réferer à l'homme », en raison de son apparence anthropomorphe) et kaolin (chinois simplifié : 高岭土 ; chinois traditionnel : 高嶺土 ; pinyin : gāolǐng tǔ ; litt. « terre des hautes collines », d'après l'endroit d'où l'on extrayait l'argile), ou encore ping-pong (chinois : 乒乓球 ; pinyin : pīngpāng qiú ; litt. « balle ping-pang », onomatopée du son de la balle, il est amusant de remarquer que les caractères ping (乒) et pang (乓) ressemblent à deux raquettes de tennis de table).
D'autres mots gardent une forte ressemblance mais ont évolué légèrement avec les langues des peuples qui les ont apportés en France, comme badiane (八角, bājiǎo, par le persan), tofu (豆腐, dòufu, par le japonais) ou soja (shiyu, également par l'intermédiaire du japonais) ou encore ketchup (koechiap, dans le dialecte de Xiamen (Amoy) par le malais et l'anglais).
Enfin, lama (chinois : 喇嘛 ; pinyin : lǎma), appellation des moines du bouddhisme vajrayāna, pratiqué principalement par les Bhoutanais, Tibétains, Mongols et Yugur, mot dérivé du tibétain, est identique en mandarin, comme en français. Le mot dalaï, terme de langue mongole signifiant « mer » ou « océan » est également conservé à l'identique en tibétain, mandarin et français.

### Apprendre le mandarin
- Ressource, mots nouveaux, podcast, critique...
- Méthode de chinois 40 leçons en ligne et gratuites pour apprendre à parler, lire et écrire le chinois mandarin.
- Apprendre et écouter des expressions pratiques en mandarin (avec audio et illustrations)
- Xinhua Net, leçons de l'agence de presse chinoise

### Dictionnaires en ligne
- Han Trainer Dictionnaire chinois-français permettant des recherches par index (liste des mots)
- Hanzidico, dictionnaire chinois-français-anglais permettant des recherches par caractères chinois (simplifiés et traditionnels), par pinyin, par mot français ou anglais. Le site Hanzidico permet également la reconnaissance de caractères chinois dessinés à la souris.
- Dictionnaire chinois (mandarin) français recherche en chinois, pinyin ou français.
- Dictionnaire chinois-anglais de l'Université Yale
- Recherche multi-dictionnaires chinois-français permettant de dessiner un caractère chinois avec la souris